# Patricio Garino
Patricio Garino (Mar del Plata, 17 de maio de 1993) é um basquetebolista argentino que atualmente joga pelo Žalgiris Kaunas disputando a EuroLiga e a LKL. O atleta possui 2,01m atua na posição Ala-armador. Fez parte do selecionado argentino que conquistou a vaga para o torneio olímpico de basquetebol dos Jogos Olímpicos de Verão de 2016 no Rio de Janeiro.

## Ligações Externas
- Patricio Garino no X
- Patricio Garino no Instagram
- Patricio Garino no Facebook
- Patricio Garino no basketball-reference.com